# 1 Timóteo 5
1 Timóteo 5 é o quinto capítulo da Primeira Epístola a Timóteo, de autoria do Apóstolo Paulo, que faz parte do Novo Testamento da Bíblia.

## Estrutura
I. Conselhos referentes à administração ministerial
1. Cortesia perante os anciãos, v. 1,2
2. Atitude da igreja para com as viúvas, v. 3-16
3. Dever perante os anciãos da igreja, v. 17-20
4. Dever de agir de maneira imparcial e premeditada, v. 21,22
5. Parêntese. Conselhos acerca de assuntos pessoais, v. 23-25